# Future Foundation
Future Foundation, Fundación Futura en Hispanoamérica y Fundación Futuro en España, es una organización ficticia que aparece en los cómics publicados por Marvel Comics. Creado por el escritor Jonathan Hickman, el equipo apareció por primera vez en Fantastic Four #579 (julio de 2010) y las estrellas de la serie 4F, escrito por Hickman e ilustrado por Steve Epting. La Fundación Futura es una organización filantrópica creada por Mr. Fantástico para servir mejor el futuro de la humanidad.

## Historia
Después de caer en el desánimo por cómo los científicos de la Tierra ven la ciencia y sus aplicaciones, Mister Fantástico forma un nuevo grupo para crear un futuro mejor para toda la humanidad. Reuniendo algunas mentes jóvenes y grandes, Mister Fantástico planea moldearlos en un equipo que va a encontrar soluciones a los problemas del mundo.
Cero G (Alex Power); Hombre Dragón; Topoides Tong evolucionados, Turg, Mik, y Korr; y Bentley 23 (un clon del Mago) son los primeros reclutas de la organización. Artie Maddicks se une luego a la Fundación Futura, así como Leech.
La organización después consigue al padre de Mister Fantástico, Nathaniel Richards, seguido por los coherederos Uhari, Vii y Wuu. Spider-Man se une al equipo también en una última petición de la Antorcha Humana. Mister Fantástico se perturba al descubrir que su hija y su padre también han invitado al Doctor Muerte a unirse, a raíz de la propuesta de Valeria de que el Doctor Muerte ayude a la Fundación Futura. Después de enterarse de que el Doctor Muerte es miembro de la Fundación Futura, la Cosa se opone y lo ataca, pero Mister Fantástico y la Mujer Invisible detienen la pelea. Más tarde, Reed lleva a todos a la Habitación, un salón de clases donde la Fundación Futura discute los problemas que tienen que resolver. Uno de sus primeros proyectos es crear una cura temporal para la Cosa. Cuando Valeria le pregunta al Doctor Muerte si tiene un respaldo para restaurar sus memorias, él revela que Kristoff Vernard es su respaldo. Después, Mr. Fantástico, Spider-Man, Nathaniel, Valeria, y el Doctor Muerte se dirigen a Latveria para reunirse con Kristoff y solicitar su ayuda. Mister Fantástico crea una máquina de transferencia cerebral con el fin de ayudar a restaurar los recuerdos y el conocimiento del Doctor Muerte, que es un éxito. Cuando Kristoff quiere regresarle el trono a él, el Doctor Muerte dice que aún no es tiempo debido a una promesa que le hizo a Valeria. Cuando Mister Fantástico pregunta qué promesa le hizo el Doctor Muerte a Valeria, el Doctor Muerte dice que prometió ayudar a derrotar a Mister Fantástico.
El Doctor Muerte decide realizar un simposio sobre cómo finalmente derrotar a Reed Richards. La Cosa y los Topoides evolucionados le dan una invitación al Alto Evolucionador. El Hombre Dragón y Alex Power le dan una invitación a Diablo. Al recibir una invitación de Spider-Man, Pensador Loco es convencido de participar en el evento. Bentley 23 incluso le da una invitación a su creador, el Mago, junto con dos tenientes de A.I.M.. Sin embargo, posteriormente se reveló que los "Richards" que han invitado a derrotar son en realidad miembros del "Consejo de Reeds" (versiones alternativas de Reed que quedaron atrapados en este universo por Valeria hace un tiempo, poseyendo el intelecto de Reed mientras que carecen de su conciencia).
Mientras Spider-Man y la Mujer Invisible hacen bocadillos para los niños, Mister Fantástico, el Doctor Muerte, Valeria, y Nathaniel Richards se reúnen con los genios supervillanos y Uatu el Vigilante acerca de qué hacer con el Consejo de Reeds.
Al realizar uno de los experimentos que se ocupa de los cuatro miembros del Consejo de Reeds, la Fundación Futura termina en la antigua Atlantis, donde encuentran al Hombre Topo y un Mister Fantástico alternativo atacándola.
Mientras que la Fundación Futura se ocupa de los Reed Richards alternativos restantes, Rayo Negro de repente vuelve a los Inhumanos Universales. Se reveló que Rayo Negro fue atrapado en la Falla tras los sucesos de la "Guerra de Reyes". Rayo Negro fue capaz de resistir él sólo, pero no pudo escapar hasta que Mandíbulas lo encontró. Después de matar al ministro que se opuso a volver a la Luna de la Tierra, Rayo Negro y el resto de la Familia Real de Inhumanos regresa a la luna como lo hacen los otros Inhumanos, los Badoon, los Centaurianos, los Kymelianos, y los Fantasmas. La profecía que puso fin a los experimentos de Inhumanos habló de cinco novias y un rey con una voz poderosa. Sin embargo, otra profecía se acerca más a la fruición que terminó siendo una profecía de cuatro ciudades y una guerra que destruirá todo.
Spider-Man y la Fundación Futura investigan varias grietas en el continuo espacio-tiempo: una en el Microverso, otra en el futuro distante, y otra en la Tierra actual. Spider-Man y la Fundación Futura llegan a una isla caribeña donde los indígenas tribales están siendo atacados por piratas zombis. Cuando Franklin Richards afirma que la batalla es similar a las caricaturas de Scooby-Doo, la Mujer Invisible utiliza sus poderes para descubrir que uno de los piratas zombis en realidad es Mysterio disfrazado. También resulta que el jefe de la tribu es un Camaleón disfrazado. Pronto llega el resto de los Seis Siniestros, aunque Spider-Man llega a darse cuenta de que el Doctor Octopus, Electro, Rhino, y el Hombre de Arena son todos robots. Mientras tanto, el verdadero Doctor Octopus se infiltra en el Edificio Baxter para buscar planes tecnológicos específicos.
Durante la historia "Fear Itself", la Fundación Futura está analizando uno de los siete martillos que cayeron del cielo y aterrizaron cerca del Edificio Baxter. La Cosa termina levantándolo y se transforma en Angir, Destructor de Almas. Aunque la Cosa casi muere en la batalla por Thor, Franklin es capaz de utilizar sus poderes para hacerlo volver a su forma rocosa original.
La Fundación Futura descubre que la Antorcha Humana está vivo y que los insectos implantados en él por Annihilus lo revivieron. La Antorcha Humana se sorprende de que sus compañeros han formado la Fundación Futura en su ausencia.
Cuando la Fundación Futura llegó a África, una de sus visitas fue Wakanda. Valeria conoció a la hija de un ingeniero de Wakanda llamada Onome. Valeria fue capaz de conseguirle a Onome un lugar en la Fundación Futura.
Durante la historia de "Secret Wars", la mayoría de los miembros de Fundación Futura son cargados en el bote salvavidas de Mister Fantástico durante la Incursión final entre Tierra-616 y Tierra-1610. Se produce una ruptura del casco, separando la parte de la nave que transporta a la Mujer Invisible, Thing y la mayoría de los jóvenes de Fundación Futura, donde son destruidos por la Incursión antes de que Mister Fantástico pueda rescatarlos.Cuando se restaura el Multiverso, Mister Fantástico, Mujer Invisible, Valeria, Franklin, los miembros de Fundación Futura y Hombre Molécula trabajan para restaurar el Multiverso una realidad a la vez con Hombre Molécula creando clones de sí mismo como anclas.
Algunos años después, la Fundación Futura, Mister Fantástico y la Mujer Invisible se enfrentan a Griever al final de todas las cosas después de que las habilidades de deformación de la realidad de Franklin se hayan agotado. Cuando Molecule Man es asesinado por Griever, Mister Fantástico convence a Griever para que le permita invocar a Human Torch y Thing. Griever acepta la condición mientras Mister Fantástico los convoca a ellos y a cualquier otra persona que haya sido parte de los Cuatro Fantásticos en algún momento de sus vidas, incluido Iceman. Después de que Griever es derrotada y se retira a su mundo natal, todos los miembros expandidos de los Cuatro Fantásticos y Iceman regresan a sus ubicaciones anteriores. Sin embargo, debido a que el dispositivo para transportarse a la Tierra-616 es limitado ya que fue destruido temporalmente para evitar que Griever invada dicha Tierra, Hombre Dragón y los otros miembros restantes de la Fundación sacrifican su turno para que los Cuatro Fantásticos y tanto Franklin como Valeria regresen a su mundo natal, ya que estos últimos son necesarios allí, y la Fundación continúa su viaje a través del multiverso.

## Miembros
La Fundación Futura consiste en un equipo de combate, junto con un equipo de ciencia, con algunos miembros siendo parte de ambos grupos. Otros grupos incluyen a un grupo de reemplazo para los miembros principales de los Cuatro Fantásticos originales, así como un grupo de supervillanos temporal.

### La Fundación Futura

#### Miembros actuales
- Hombre Hormiga (Scott Lang)
- Medusa
- Señora Cosa
- Hulka (prima de Hulk)
- Alex Power
- Leech
- Artie Maddicks
- Franklin Richards (hijo de Mr. Fantástico y Mujer Invisible)
- Bentley 23 (clon del Mago)
- Ahura (hijo de Black Bolt y Medusa)
- Onome (hija de uno de los más grandes ingenieros de Wakanda)
- Adolf (hijo del Hombre Imposible)
- Vil (co-heredera al trono Uhari)
- Wu (co-heredero al trono Uhari)
- Mik (Topoide evolucionado, se identifica como masculino)
- Korr (Topoide evolucionado, se identifica como masculino)
- Turg (Moloid evolucionado, se identifica como masculino)
- Tong (Moloid, previamente identificado como masculino, ahora se identifica como femenino)
- Hombre Dragón

#### Exmiembros
- Mister Fantástico
- Mujer Invisible
- Cosa
- Antorcha Humana
- Spider-Man
- Doctor Muerte
- Valeria Richards
- Franklin Richards
  - Original Tierra-616
  - Tierra-10235
- Valeria Richards (Tierra-10235)
- Nathaniel Richards (padre de Mr. Fantástico)
- Luna (hija de Quicksilver y Crystal)

### Consejo de Muerte
Los siguientes genios supervillanos fueron reclutados por Mister Fantástico y el Doctor Muerte, con el fin de hacer frente a los Mister Fantásticos alternativos:
- Diablo
- Alto Evolucionador
- Pensador Loco
- Mago

## Otras versiones

### Ultimate Marvel
En Ultimate Comics: The Ultimates de Ultimate Marvel, el Hacedor (Reed Richards como villano) prepara un experimento dentro de una cúpula para obligar a la gente a evolucionar o extinguirse. Sus sujetos de prueba llevan una variación del traje de la Fundación Futura, y Reed les da la bienvenida "al mañana". Más tarde se revelaría que estas personas crecieron en un laboratorio, sin ningún contacto con el mundo exterior. Conocidos como "Los hijos del mañana", lanzarían un ataque contra el super-equipo de Excalibur incluyendo al Capitán Britania y cruzándose con Thor. Ellos desearon capturar a estos superhumanos, pero no estaban satisfechos hasta que examinaron a Thor y encontraron un enlace que lo conectaba con Yggdrasil. Dándos cuenta que los asgardianos podrían lastimarlos, segurirían el enlace y lanzarían un ataque masivo en Asgard, matando finalmente a todos los dioses excepto a Thor.

## En otros medios

### Televisión
- En Ultimate Spider-Man vs Los 6 Siniestros, episodio, "Los Destructores de Arañas" Parte 2 y 3, el aspecto de Ghost Spider está basado en el disfraz de Spider-Man en Fundación Futura.

- El uniforme de la Fundación Futura de Spider-Man aparece en Tu amigo y vecino Spider-Man. Esta versión fue desarrollada por Oscorp.[28]

### Cine
- En la película, Los 4 Fantásticos (2015), el equipo lució trajes blancos basados en los uniformes de Fundación Futura.

- La Fundación Futura aparecerá en Los Cuatro Fantásticos: primeros pasos (2025).[29][30]

### Videojuegos
- El traje de Fundación Futura de Spider-Man es desbloqueable en Spider-Man: Edge of Time y en The Amazing Spider-Man.

- Los trajes de Fundación Futura de Mister Fantástico, la Mujer Invisible, la Cosa, y Spider-Man aparecen como trajes desbloqueables en Marvel: Avengers Alliance.

- Los trajes de Fundación Futura de Spider-Man y el Doctor Muerte aparecen en Marvel Super Hero Squad Online.

- Los trajes de Fundación Futura de Spider-Man y la Cosa aparecen en Marvel Heroes.

- Los trajes de Fundación Futura aparecen como trajes alternativos para Mister Fantástico, la Cosa, la Mujer Invisible, y Spider-Man en Lego Marvel Super Heroes.

- El traje de Fundación Futura de Spider-Man aparece como traje desbloqueable en Fortnite.

## Ediciones recogidas

### De tapa dura
| Título                                              | Material recogido                                                                             | ISBN           | Fecha de publicación    |
| --------------------------------------------------- | --------------------------------------------------------------------------------------------- | -------------- | ----------------------- |
| FF de Jonathan Hickman - Volumen 1                  | FF #1-5                                                                                       | 0-7851-5144-9  | 7 de septiembre de 2011 |
| FF de Jonathan Hickman - Volumen 2                  | FF #6-11                                                                                      | 0-7851-5769-4  | 8 de febrero de 2012    |
| FF de Jonathan Hickman - Volumen 3                  | FF #12-16                                                                                     | 0-7851-6312-3  | 11 de julio de 2012     |
| FF de Jonathan Hickman - Volumen 4                  | FF #17-23                                                                                     | 0-7851-6314-5  | 5 de diciembre de 2012  |
| Fantastic Four Vol. 1: New Departures, New Arrivals | Fantastic Four Vol. 4 #1-3, FF Vol. 2 #1-3, (Historia del Hombre Hormiga) Marvel Point One #1 | 978-0785166597 | 16 de abril de 2013     |
| FF Vol. 1: Fantastic Faux                           | FF Vol. 2 #4-8                                                                                | 978-0785166634 | 30 de julio de 2013     |
| FF Vol. 2: Family Freakout                          | FF Vol. 2 #9-16                                                                               | 978-0785166641 | 25 de marzo de 2014     |

### Libro en rústica
| Título                             | Material recogido | ISBN          | Fecha de publicación |
| ---------------------------------- | ----------------- | ------------- | -------------------- |
| FF de Jonathan Hickman - Volumen 1 | FF #1-5           | 0-7851-5145-1 | 14 de marzo de 2012  |
| FF de Jonathan Hickman - Volumen 2 | FF #6-11          | 0-7851-5770-0 | 8 de agosto de 2012  |
| FF de Jonathan Hickman - Volumen 3 | FF #12-16         | 0-7851-6313-1 | 1 de enero de 2013   |
| FF de Jonathan Hickman - Volumen 4 | FF #17-23         | 0-7851-6315-8 | 4 de junio de 2013   |